# الصالحات
قرية الصالحات هي إحدى القرى التابعة لمركز سيدي سالم في محافظة كفر الشيخ في جمهورية مصر العربية. حسب إحصاءات سنة 2006، بلغ إجمالي السكان في الصالحات 5057 نسمة، منهم 2549 رجل و2508 امرأة.